# Liste der Lieder von Juli
Dies ist eine Liste von Liedern der deutschen Band Juli. Aufgenommen sind alle Lieder ihrer Alben Es ist Juli (2004), Ein neuer Tag (2006), In Love (2010), Insel (2014) und Der Sommer ist vorbei (2023), B-Seiten der Singles, Coverversionen, Kollaborationen (soweit sie unter dem Namen „Juli“ veröffentlicht wurden) sowie einige unveröffentlichte Livesongs (siehe dazu im Einzelnen die Anmerkungen).
Nicht aufgenommen sind die englischsprachigen Songs, die die Band vor der Entstehung von Juli (2001) unter dem Bandnamen „Sunnyglade“ veröffentlichte und die teilweise auf Tonträgern in Kleinauflagen erschienen.
Die Lieder sind alphabetisch geordnet.

## #
| # | Titel | Autoren                                         | Album | Jahr |
| - | ----- | ----------------------------------------------- | ----- | ---- |
| 1 | 2004  | M/T: Eva Briegel, Jonas Pfetzing, Simon Triebel | Insel | 2014 |

## A
| # | Titel             | Autoren                                                    | Album                 | Jahr |
| - | ----------------- | ---------------------------------------------------------- | --------------------- | ---- |
| 1 | Alles geht weiter | M/T: Eva Briegel, Jonas Pfetzing, Simon Triebel            | Der Sommer ist vorbei | 2023 |
| 1 | Am besten sein    | M: Eva Briegel, Simon Triebel, Dedi Herde T: Simon Triebel | Ein neuer Tag         | 2006 |
| 2 | Anders            | M: Peter Keller, Simon Triebel T: Peter Keller             | Es ist Juli           | 2004 |

## B
| # | Titel                       | Autoren                                                                          | Album                                  | Jahr |
| - | --------------------------- | -------------------------------------------------------------------------------- | -------------------------------------- | ---- |
| 1 | Bist du das                 | M/T: Jonas Pfetzing                                                              | Ein neuer Tag                          | 2006 |
| 2 | Bitte Herz                  | M/T: Eva Briegel, Jonas Pfetzing, Simon Triebel, Alexander Zuckowski, David Vogt | Der Sommer ist vorbei (Deluxe Edition) | 2024 |
| 3 | Boxer B-Seite auf Wir beide | M/T: Peter Keller                                                                | Non Album Track                        | 2006 |

## D
| # | Titel                                     | Autoren                                                                                 | Album                                  | Jahr |
| - | ----------------------------------------- | --------------------------------------------------------------------------------------- | -------------------------------------- | ---- |
| 1 | Das gute Gefühl                           | M/T: Simon Triebel                                                                      | Ein neuer Tag                          | 2006 |
| 2 | Delfine                                   | M/T: Eva Briegel, Jonas Pfetzing, Simon Triebel, Pascal Reinhardt, Joe Walter           | Der Sommer ist vorbei (Deluxe Edition) | 2024 |
| 2 | Der Sommer ist vorbei erschien als Single | M/T: Eva Briegel, Jonas Pfetzing, Simon Triebel, Joe Walter                             | Der Sommer ist vorbei                  | 2022 |
| 3 | Die besten Dinge                          | M/T: Eva Briegel, Jonas Pfetzing, Simon Triebel, Axel Bosse, Marcel Römer               | Der Sommer ist vorbei                  | 2023 |
| 4 | Die Sterne fallen                         | M: Simon Triebel T: Simon Triebel, Frank Harland                                        | In Love                                | 2010 |
| 5 | Dieses Leben erschien als Single          | M: Simon Triebel, Dedi Herde, Eva Briegel, Jonas Pfetzing T: Simon Triebel, Eva Briegel | Ein neuer Tag                          | 2006 |
| 6 | Du drehst dich um B-Seite auf Geile Zeit  | M: Simon Triebel, Jürgen Kadel T: Simon Triebel, Jürgen Kadel, Eva Briegel              | Non Album Track                        | 2004 |
| 7 | Du lügst so schön                         | M: Simon Triebel, Jonas Pfetzing T: Simon Triebel, Eva Briegel, Naima Husseini          | In Love                                | 2010 |
| 8 | Du nimmst mir die Sicht                   | M/T: Simon Triebel                                                                      | Ein neuer Tag                          | 2006 |

## E
| # | Titel                                              | Autoren                                                         | Album                               | Jahr |
| - | -------------------------------------------------- | --------------------------------------------------------------- | ----------------------------------- | ---- |
| 1 | Egal wohin                                         | M: Eva Briegel, Jonas Pfetzing T: Jonas Pfetzing                | Ein neuer Tag                       | 2006 |
| 2 | Eines Tages                                        | M/T: Eva Briegel, Jonas Pfetzing, Simon Triebel                 | Insel                               | 2014 |
| 3 | Ein Gruß                                           | M: Eva Briegel, Jonas Pfetzing T: Jonas Pfetzing                | Ein neuer Tag                       | 2006 |
| 4 | Ein neuer Tag erschien als Single                  | M: Eva Briegel, Jonas Pfetzing T: Eva Briegel                   | Ein neuer Tag                       | 2006 |
| 5 | Eisenherz                                          | M: Jonas Pfetzing T: Eva Briegel, Jonas Pfetzing                | In Love                             | 2010 |
| 6 | Elektrisches Gefühl erschien als Single            | M: Simon Triebel T: Simon Triebel, Eva Briegel                  | In Love                             | 2010 |
| 7 | Er muss raus Cover von Raus der Fantastischen Vier | M/T: Thomas D, Smudo, Michi Beck, And.Ypsilon                   | A Tribute to Die Fantastischen Vier | 2009 |
| 8 | Es ist nicht viel                                  | M/T: Eva Briegel, Jonas Pfetzing, Jonas Schubert, Simon Triebel | Insel                               | 2014 |

## F
| # | Titel                                 | Autoren                                                                        | Album                 | Jahr |
| - | ------------------------------------- | ------------------------------------------------------------------------------ | --------------------- | ---- |
| 1 | Fahrrad erschien als Single           | M/T: Pascal Reinhardt, Joe Walter, Simon Triebel, Eva Briegel & Jonas Pfetzing | Der Sommer ist vorbei | 2019 |
| 2 | Fette wilde Jahre erschien als Single | M/T: Simon Triebel, Eva Briegel & Jonas Pfetzing                               | Der Sommer ist vorbei | 2022 |

## G
| # | Titel                                  | Autoren                                           | Album                 | Jahr |
| - | -------------------------------------- | ------------------------------------------------- | --------------------- | ---- |
| 1 | Gehen oder bleiben erschien als Single | M/T: Eva Briegel, Jonas Pfetzing, Simon Triebel   | Der Sommer ist vorbei | 2023 |
| 2 | Geile Zeit erschien als Single         | M: Simon Triebel, Jonas Pfetzing T: Simon Triebel | Es ist Juli           | 2004 |

## H
| # | Titel                                       | Autoren                                     | Album            | Jahr |
| - | ------------------------------------------- | ------------------------------------------- | ---------------- | ---- |
| 1 | Hallo Hallo                                 | M: Eva Briegel, Marcel Römer T: Eva Briegel | Insel            | 2014 |
| 2 | Heute Nacht und für immer Livesong bis 2004 | M/T: Simon Triebel                          | unveröffentlicht |      |

## I
| # | Titel                                         | Autoren                                                                                     | Album                                  | Jahr |
| - | --------------------------------------------- | ------------------------------------------------------------------------------------------- | -------------------------------------- | ---- |
| 1 | Ich bin in Love (Paris)                       | M: Eva Briegel, Jonas Pfetzing T: Eva Briegel                                               | In Love                                | 2010 |
| 2 | Ich verschwinde                               | M: Jonas Pfetzing, Eva Briegel, Simon Triebel T: Eva Briegel, Jonas Pfetzing, Simon Triebel | Es ist Juli                            | 2004 |
| 3 | Im Großen und Ganzen                          | M/T: Eva Briegel, Simon Triebel, Jonas Pfetzing, Jen Bender, Philipp Steinke                | Der Sommer ist vorbei (Deluxe Edition) | 2024 |
| 4 | Immer wenn es dunkel wird erschien als Single | M: Simon Triebel, Jonas Pfetzing T: Simon Triebel, Eva Briegel                              | In Love                                | 2010 |
| 5 | In unseren Händen                             | M/T: Eva Briegel, Jonas Pfetzing, Philipp Steinke, Simon Triebel                            | Der Sommer ist vorbei                  | 2023 |
| 6 | Insel erschien als Single                     | M/T: Eva Briegel, Jonas Pfetzing, Simon Triebel                                             | Insel                                  | 2014 |
| 7 | Irgendwann erschien als Single                | M/T: Eva Briegel, Jonas Pfetzing, Simon Triebel, Pascal Reinhardt, Joe Walter               | Der Sommer ist vorbei                  | 2023 |

## J
| # | Titel   | Autoren                                          | Album   | Jahr |
| - | ------- | ------------------------------------------------ | ------- | ---- |
| 1 | Jessica | M: Jonas Pfetzing T: Eva Briegel, Jonas Pfetzing | In Love | 2010 |
| 2 | Jetzt   | M/T: Eva Briegel, Jonas Pfetzing, Simon Triebel  | Insel   | 2014 |

## K
| # | Titel              | Autoren                                                                                    | Album       | Jahr |
| - | ------------------ | ------------------------------------------------------------------------------------------ | ----------- | ---- |
| 1 | Kurz vor der Sonne | M: Simon Triebel, Dedi Herde, Jonas Pfetzing T: Simon Triebel, Eva Briegel, Diane Weigmann | Es ist Juli | 2004 |

## L
| # | Titel                                             | Autoren                                                      | Album           | Jahr |
| - | ------------------------------------------------- | ------------------------------------------------------------ | --------------- | ---- |
| 1 | Lass mich nicht hängen B-Seite auf Perfekte Welle | M: Jonas Pfetzing, Eva Briegel, Simon Triebel T: Eva Briegel | Non Album Track | 2004 |

## M
| # | Titel                 | Autoren                                           | Album   | Jahr |
| - | --------------------- | ------------------------------------------------- | ------- | ---- |
| 1 | Maschinen             | M: Marcel Römer, Simon Triebel T: Simon Triebel   | In Love | 2010 |
| 2 | Mit verbundenen Augen | M: Jonas Pfetzing, Simon Triebel T: Simon Triebel | In Love | 2010 |

## N
| # | Titel                        | Autoren                                         | Album            | Jahr |
| - | ---------------------------- | ----------------------------------------------- | ---------------- | ---- |
| 1 | Nicht echt                   | M/T: Simon Triebel                              | unveröffentlicht | 2006 |
| 2 | Nichts brauchen              | M/T: Eva Briegel, Jonas Pfetzing, Simon Triebel | Insel            | 2014 |
| 3 | November erschien als Single | M/T: Simon Triebel, Jonas Pfetzing, Eva Briegel | Es ist Juli      | 2004 |

## P
| # | Titel                              | Autoren                                         | Album       | Jahr |
| - | ---------------------------------- | ----------------------------------------------- | ----------- | ---- |
| 1 | Perfekte Welle erschien als Single | M: Simon Triebel, Dedi Herde T: Simon Triebel   | Es ist Juli | 2004 |
| 2 | Plattenbau                         | M/T: Eva Briegel, Jonas Pfetzing, Simon Triebel | Insel       | 2014 |

## R
| # | Titel                              | Autoren                                                                       | Album       | Jahr |
| - | ---------------------------------- | ----------------------------------------------------------------------------- | ----------- | ---- |
| 1 | Regen und Meer erschien als Single | M: Jonas Pfetzing, Eva Briegel, Diane Weigmann T: Jonas Pfetzing, Eva Briegel | Es ist Juli | 2004 |

## S
| # | Titel                                                          | Autoren                                                   | Album           | Jahr |
| - | -------------------------------------------------------------- | --------------------------------------------------------- | --------------- | ---- |
| 1 | Seenot                                                         | M: Eva Briegel, Dedi Herde, Jonas Pfetzing T: Eva Briegel | In Love         | 2010 |
| 2 | So fest ich kann                                               | M/T: Eva Briegel, Jonas Pfetzing, Simon Triebel           | Insel           | 2014 |
| 3 | Sterne                                                         | M: Simon Triebel T: Simon Triebel, Diane Weigmann         | Es ist Juli     | 2004 |
| 4 | Stolen erschien als Single (Dashboard Confessional feat. Juli) | M/T: Chris Carrabba                                       | Non Album Track | 2007 |
| 5 | Süchtig erschien als Single                                    | M: Simon Triebel T: Eva Briegel, Simon Triebel            | In Love         | 2010 |

## T
| # | Titel           | Autoren                                                         | Album                 | Jahr |
| - | --------------- | --------------------------------------------------------------- | --------------------- | ---- |
| 1 | Tage wie dieser | M/T: Simon Triebel                                              | Es ist Juli           | 2004 |
| 2 | Tränenschwer    | M: Kara DioGuardi T: Kara DioGuardi, Simon Triebel, Eva Briegel | Es ist Juli           | 2004 |
| 3 | Traurige Lieder | M/T: Eva Briegel, Jonas Pfetzing, Simon Triebel, Joe Walter     | Der Sommer ist vorbei | 2023 |

## V
| # | Titel      | Autoren                                                                       | Album                 | Jahr |
| - | ---------- | ----------------------------------------------------------------------------- | --------------------- | ---- |
| 1 | Vier Wände | M/T: Eva Briegel, Jonas Pfetzing, Simon Triebel, Pascal Reinhardt, Joe Walter | Der Sommer ist vorbei | 2023 |

## W
| #  | Titel                           | Autoren                                          | Album                 | Jahr |
| -- | ------------------------------- | ------------------------------------------------ | --------------------- | ---- |
| 1  | Warum erschien als Single       | M: Simon Triebel, Eva Briegel T: Simon Triebel   | Es ist Juli           | 2004 |
| 2  | Was du willst Livesong bis 2005 | M: Jonas Pfetzing, Eva Briegel T: Eva Briegel    | unveröffentlicht      |      |
| 3  | Wasserfall                      | M/T: Eva Briegel, Jonas Pfetzing, Simon Triebel  | Insel                 | 2014 |
| 4  | Wenn das alles ist              | M/T: Eva Briegel, Jonas Pfetzing, Simon Triebel  | Insel                 | 2014 |
| 5  | Wenn du lachst                  | M: Jonas Pfetzing, Eva Briegel T: Eva Briegel    | Es ist Juli           | 2004 |
| 6  | Wenn du mich lässt              | M: Eva Briegel, Jonas Pfetzing T: Jonas Pfetzing | Ein neuer Tag         | 2006 |
| 7  | Wenn sich alles bewegt          | M/T: Eva Briegel, Jonas Pfetzing, Simon Triebel  | Insel                 | 2014 |
| 8  | Wer von euch                    | M/T: Jonas Pfetzing                              | Ein neuer Tag         | 2006 |
| 9  | Wir beide erschien als Single   | M: Jonas Pfetzing, Eva Briegel T: Eva Briegel    | Ein neuer Tag         | 2006 |
| 10 | Woanders zu Hause               | M: Eva Briegel, Jonas Pfetzing T: Eva Briegel    | In Love               | 2010 |
| 11 | Wolke erschien als Single       | M/T: Eva Briegel, Jonas Pfetzing, Simon Triebel  | Der Sommer ist vorbei | 2023 |

## Z
| # | Titel                         | Autoren            | Album         | Jahr |
| - | ----------------------------- | ------------------ | ------------- | ---- |
| 1 | Zerrissen erschien als Single | M/T: Simon Triebel | Ein neuer Tag | 2006 |